# 前642年
| 千纪： | 前1千纪 |
| 世纪： | 前8世纪 \| 前7世纪 \| 前6世纪 |
| 年代： | 前670年代 \| 前660年代 \| 前650年代 \| 前640年代 \| 前630年代 \| 前620年代 \| 前610年代                                                                                     |
| 年份： | 前647年 \| 前646年 \| 前645年 \| 前644年 \| 前643年 \| 前642年 \| 前641年 \| 前640年 \| 前639年 \| 前638年 \| 前637年                                                       |
| 纪年： | 周襄王十年 魯僖公十八年 齊孝公元年 晉惠公九年 秦穆公十八年 宋襄公九年 楚成王三十年 衛文公十八年 陳穆公六年 蔡庄侯四年 曹共公十一年 郑文公三十一年 燕襄公十六年 杞成公十三年 |

## 大事记
- 宋襄公聯合曹國、衞國、邾國領兵攻齊，以助公子昭歸國爭位，齊國卿大夫與宋襄公合作發動政變，誅殺豎刁、絞死無詭，易牙則逃亡魯國。
- 五月，宋襄公再度發兵，擊敗齊眾公子於甗(今山東濟南附近)，公子昭遂得以入齊都臨淄(今山東淄博臨淄)即位，是為齊孝公。
- 安古斯·馬奇路斯登基為羅馬王政時期第五位君主。

## 逝世
- 圖路斯·荷提留斯，羅馬王政時期第四位君主。
- 公子無虧，齊桓公的庶子，母為長衛姬，被易牙、豎刁擁立為齊國君主三個月。
- 豎刁，春秋時齊國宦官。
- 瑪拿西，猶大王國的第十四任君主，希西家之子。